# Zlivice

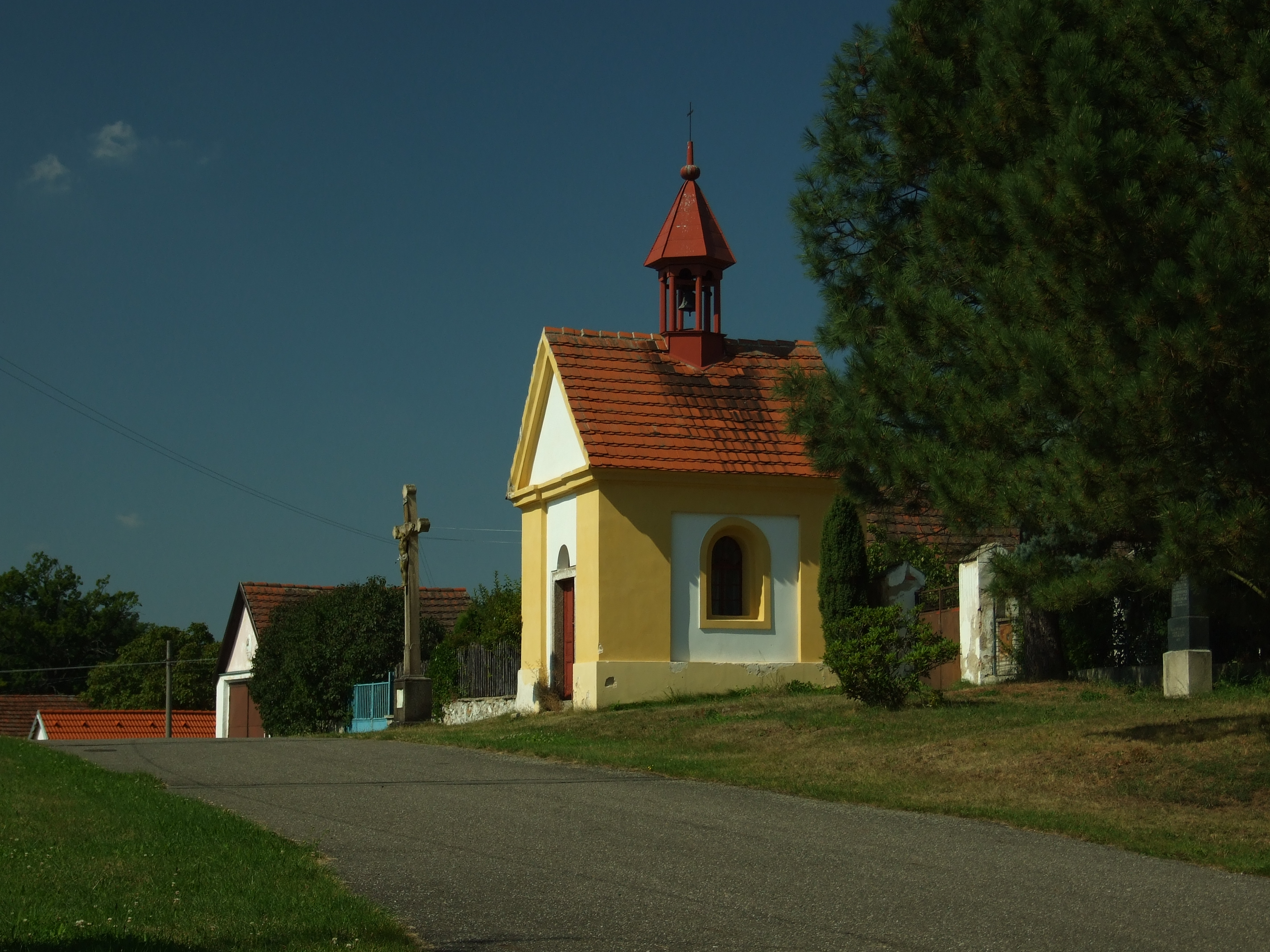
Kaplička

Zlivice jsou vesnice, část obce Čížová v okrese Písek v Jihočeském kraji. Tvoří s ní z hlediska zástavby jednu oblast, Zlivice pokračují východním směrem tam, kde právě Čížová končí a přirozenou hranici tak tvoří pouze železniční trať z Písku do Zdic. Většinu zástavby Zlivic představují rodinné domy, nacházejí se zde ale i starší stavení a zemědělské provozy (bývalá strojní traktorová stanice a jiné).

## Historie
První písemná zmínka o vesnici pochází z roku 1542.
Od 9. září 1928 má místní část i svůj vlastní sbor dobrovolných hasičů. Na území obce se rozkládají dva rybníky; jeden u železniční trati a druhý v jejím středu. Zlivicemi prochází také i žlutá značená turistická trasa (úsek Čížová–Vrcovice) a silnice spojující Čížovou s Vráží.

## Obyvatelstvo
| Rok            | 1869 | 1880 | 1890 | 1900 | 1910 | 1921 | 1930 | 1950 | 1961 | 1970 | 1980 | 1991 | 2001 | 2011 | 2021 |
| -------------- | ---- | ---- | ---- | ---- | ---- | ---- | ---- | ---- | ---- | ---- | ---- | ---- | ---- | ---- | ---- |
| Počet obyvatel | 288  | 317  | 332  | 273  | 285  | 255  | 250  | 225  | 241  | 228  | 168  | 125  | 114  | 140  | 126  |
| Počet domů     | 32   | 36   | 39   | 39   | 42   | 43   | 52   | 61   | 72   | 70   | 58   | 52   | 75   | 79   | 77   |

## Obecní správa
Při sčítání lidu v letech 1850–1920 Zlivice byly osadou obce Nová Ves v okrese Písek. V letech 1921–1959 byly samostatnou obcí v okrese Písek. Od roku 1960 jsou částí obce Čížová v okrese Písek.

## Pamětihodnosti
- Výklenková kaple se nachází na okraji vesnice u komunikace od Písku vpravo. Je zasvěcena svatému Janu Nepomuckému.[8]
- Návesní kaple se nachází nad rybníkem u komunikace do Vráže. Je zasvěcena Panně Marii. Před kaplí se nachází kamenný kříž.[9]
- Pomník padlým v první světové válce

## Galerie

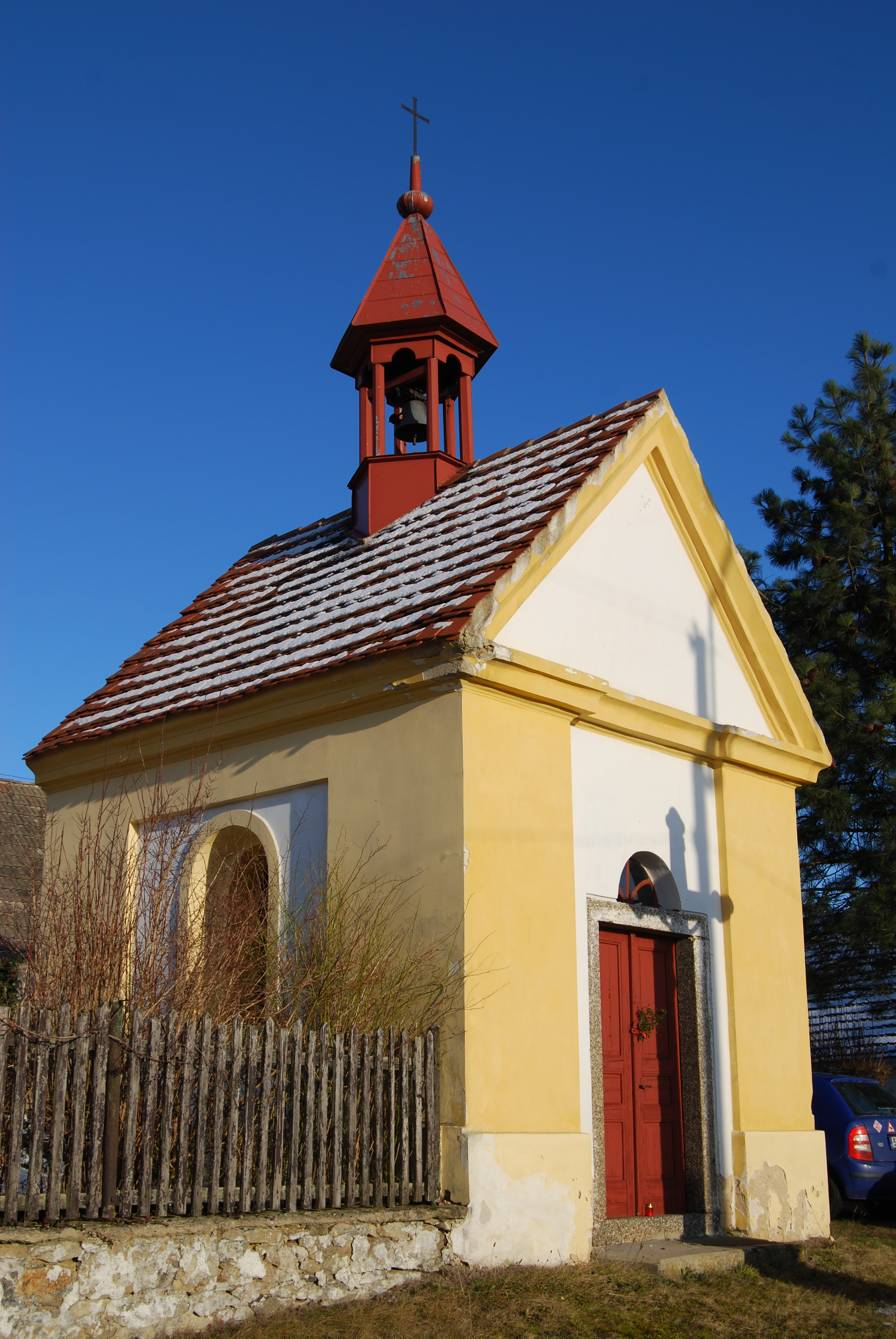
Návesní kaple
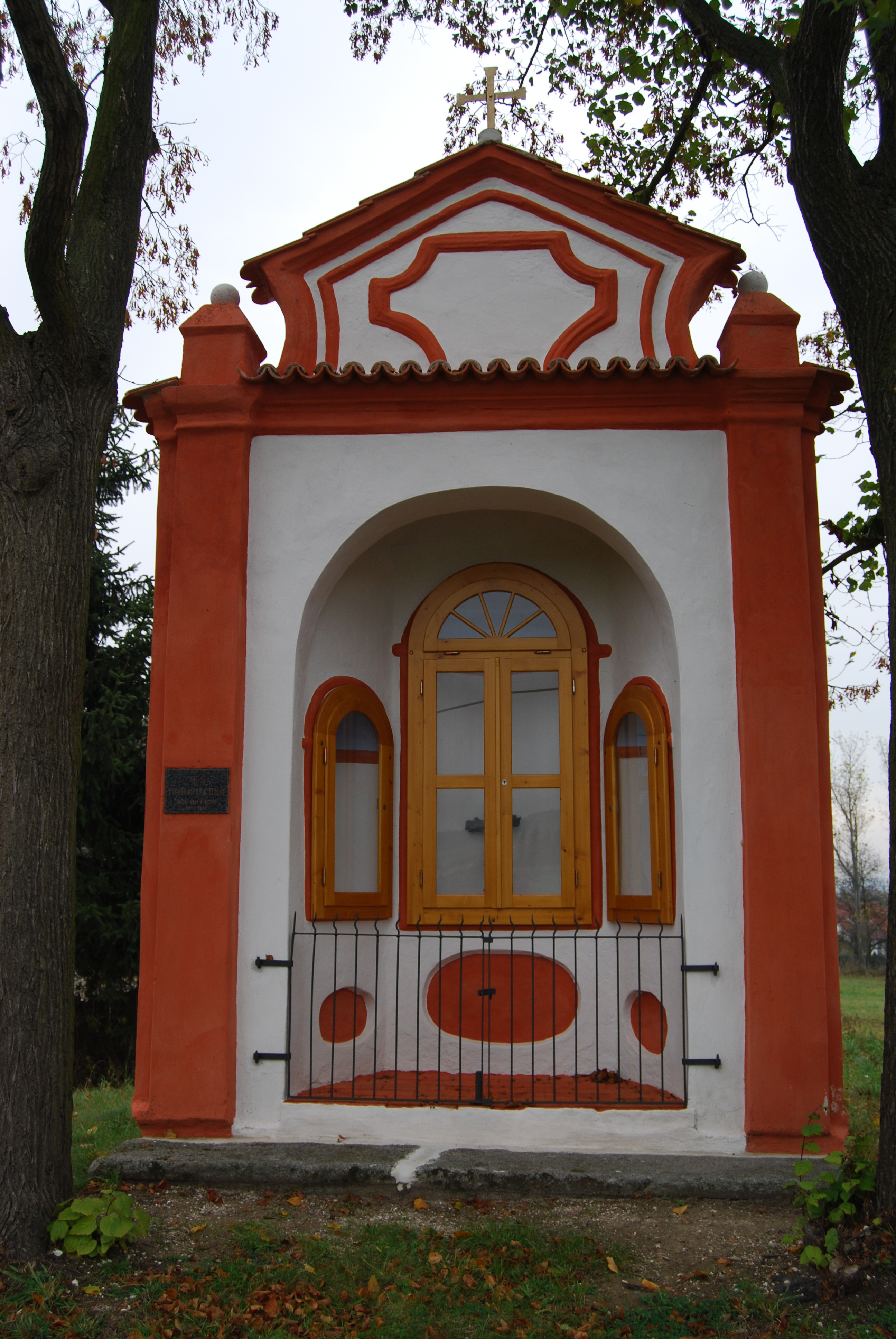
Kaple svatého Jana Nepomuckého
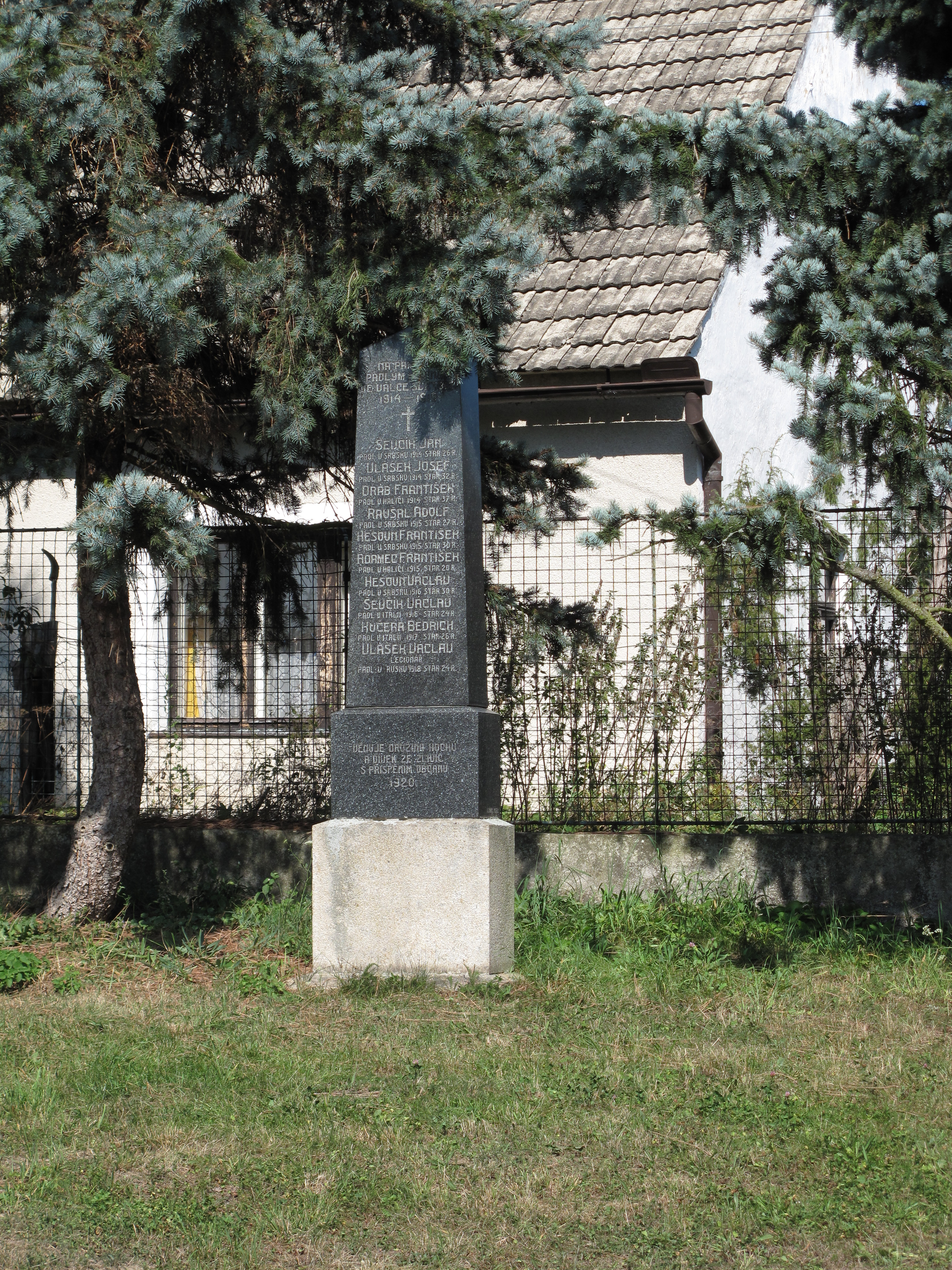
Pomník padlým v první světové válce
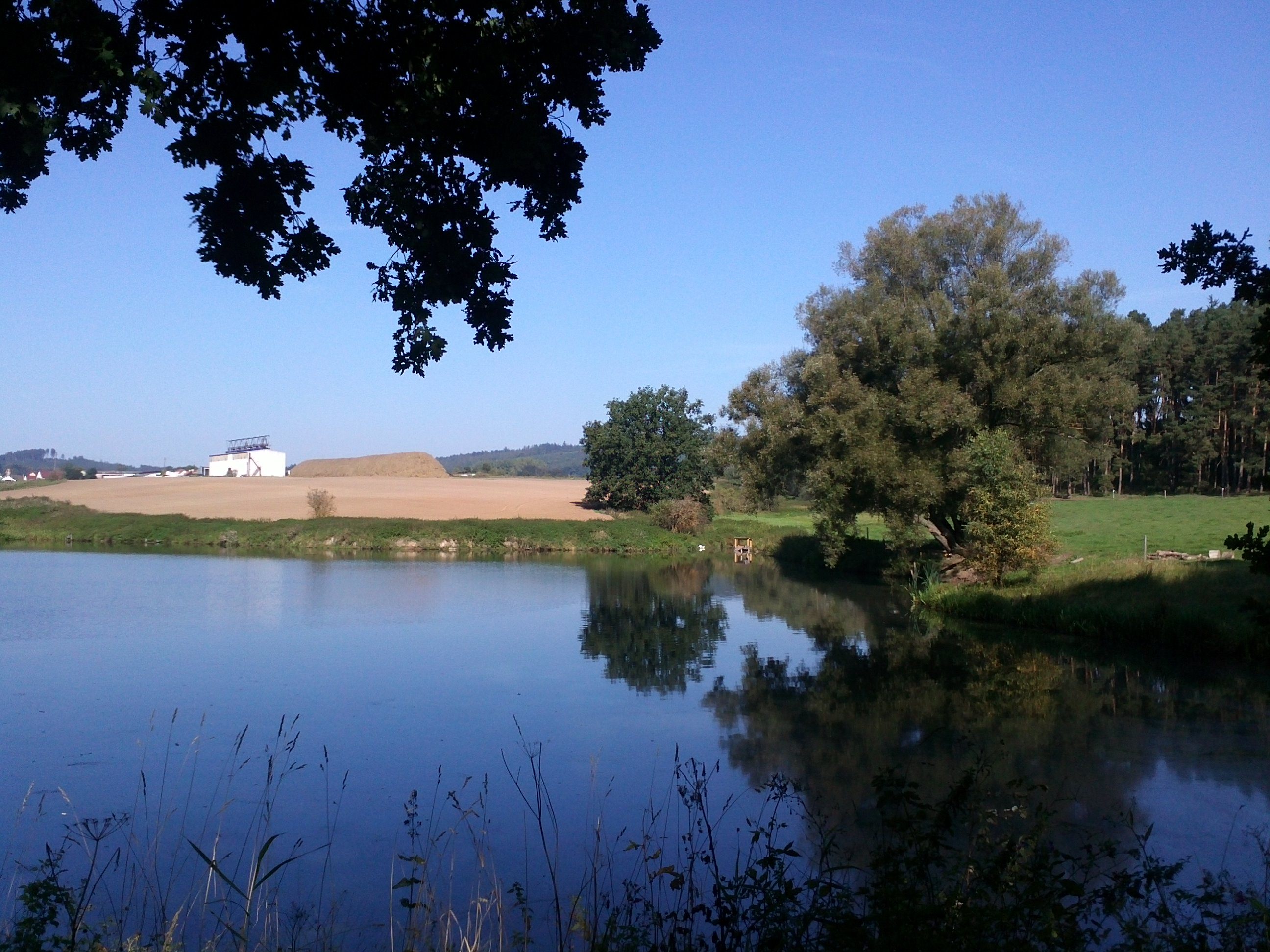
Rybník Skrýšov